# جاكلين سميث (مجدفة)
جاكلين سميث (بالإنجليزية: Jaclyn Smith)‏ هي مجدفة أمريكية، ولدت في 3 يوليو 1993 في مينيولا في الولايات المتحدة.

## وصلات خارجية
- جاكلين سميث على موقع الاتحاد الدولي للتجديف (الإنجليزية)
- جاكلين سميث على موقع الاتحاد الدولي للتجديف (الإنجليزية)